# Draw Something
Draw Something – gra mobilna wyprodukowana przez Omgpop na platformy iOS, Android oraz Windows Phone. W marcu 2012 roku gra i jej wydawca Omgpop zostali zakupieni przez producenta Zynga.

## Rozgrywka
Ogólna rozgrywka polega na rysowaniu obrazków pomiędzy graczami, którzy na przemian odgadują co narysował przeciwnik (rysować można za pomocą palca jak i rysika). Gracz rysujący ma do wyboru trzy losowe hasła ułożone według stopnia trudności. Zadaniem gracza odgadującego jest wpisanie odpowiedzi z liter, wśród których znajdują się też takie, które nie występują w zgadywanym wyrazie. Nagrodą za odgadnięcie wyrazu są gwiazdki i w zależności od stopnia trudności mogą być w liczbie od jednej do trzech.
Każdy gracz ma do dyspozycji bomby. Gracz odgadujący może je wykorzystywać, aby usunąć litery niewystępujące w wyrazie; natomiast gracz rysujący może się nimi posłużyć w celu otrzymania nowego zestawu wyrazów.

## Odbiór
W ciągu pierwszych 50 dni gra została pobrana ponad 50 milionów razy i stała się najlepiej sprzedającą aplikacją mobilną. W plebiscycie Game Developers Choice Online Awards 2012 grze przyznano tytuły najlepszej gry społecznościowej oraz najlepszej nowej gry sieciowej.